# Олон (Горњи Пиринеји)
Олон (фр. Aulon) насеље је и општина у јужној Француској у региону Миди Пирене, у департману Горњи Пиринеји која припада префектури Бањер де Бигор.
По подацима из 2011. године у општини је живело 81 становника, а густина насељености је износила 2,81 становника/km². Општина се простире на површини од 28,84 km². Налази се на средњој надморској висини од 1227 метара (максималној 2.843 m, а минималној 1.061 m).

## Демографија
| 1962. | 1968. | 1975. | 1982. | 1990. | 1999. | 2011. |
| ----- | ----- | ----- | ----- | ----- | ----- | ----- |
| 60    | 68    | 66    | 60    | 80    | 84    | 81    |

График промене броја становника у току последњих година